# LV-2001
La LV-2001 és una carretera antigament anomenada provincial, actualment gestionada per la Generalitat de Catalunya. La L correspon a la demarcació de Lleida, i la V al seu antic caràcter de carretera veïnal.

## Mollerussa
Té l'origen en el nucli urbà de Mollerussa, a la carretera L-200, actualment Carrer de Domènec Cardenal, a la cruïlla amb el Carrer de Ferran Puig. Des d'aquest lloc, la LV-2001 s'adreça cap al sud-oest, travessant tot el nucli urbà de Mollerussa mitjançant el darrer carrer esmentat. Travessa l'Avinguda del Canal, per on passa la Séquia Tercera, i la carretera continua cap al sud-oest, seguint la Carretera de Torregrossa. Així arriba al quilòmetre 3, on deixa enrere el terme de Mollerussa per entrar en el de Miralcamp.

## Miralcamp
El pas pel terme de Miralcamp és breu: uns 550 metres just a l'extrem nord-oest del terme. De seguida, però, entra en el terme municipal de Torregrossa.

## Torregrossa
Ja dins del terme de Torregrossa, la LV-2001 arriba a aquesta població en 4,5 quilòmetres. Entra a Torregrossa pel nord-est del nucli urbà, canvia de direcció, ara cap al sud, i deixa el poble al costat de ponent. En menys de dos quilòmetres més, arriba al final del terme de Torregrossa i entra en el de Juneda i, alhora, en la comarca de les Garrigues.

## Juneda
El recorregut dins d'aquest terme és també breu: la carretera recorre quasi 2,5 quilòmetres. S'adreça cap al sud fins que, en arribar a les primeres construccions de la població de Juneda canvia de direcció, cap al sud-oest, per anar a trobar la carretera N-240 a l'extrem de ponent de la població.